# Robny el Vagabundo
Robny el Vagabundo es una serie de historietas creada por el autor español Joan Boix en 1976, protagonizada por un escritor que renuncia a todas las comodidades para dedicarse a mendigar en la calle.

## Trayectoria editorial
Joan Boix creó el personaje motu proprio en un momento en que abrigaba deseos de abandonar su hogar, tras la muerte de su niño de tres años y el consiguiente deterioro de su vida en pareja.
Cinco de sus historietas se publicaron en Italia, y otras dos en la revista "Spirit". Entre 1981 y 1982, Ediciones de la Torre editó la obra en dos álbumes monográficos, como números 22 y 27 de su colección "Papel Vivo".
En 1993 y a petición de varios editores extranjeros, hizo un amago de continuar la serie, pronto abandonado.
En septiembre de 2011, Dolmen Editorial la reeditó en un único volumen en cartoné.

## Serialización
| Título | Publicación    |
| --- | -------------- |
| «Chatarra» | —              |
| Tema: |                |
| «Sentencia de Muerte» | Spirit núm. 26 |
| Tema: Robny, que trabaja como repartidor, entrega un paquete que resulta ser una bomba a su destinario, provocando varios asesinatos. |                |
| «Regreso a Inglaterra» | —              |
| Tema: |                |